# Beechcraft Twin Bonanza
Beechcraft Twin Bonanza — лёгкий бизнес-самолёт компании «Beechcraft».

## История

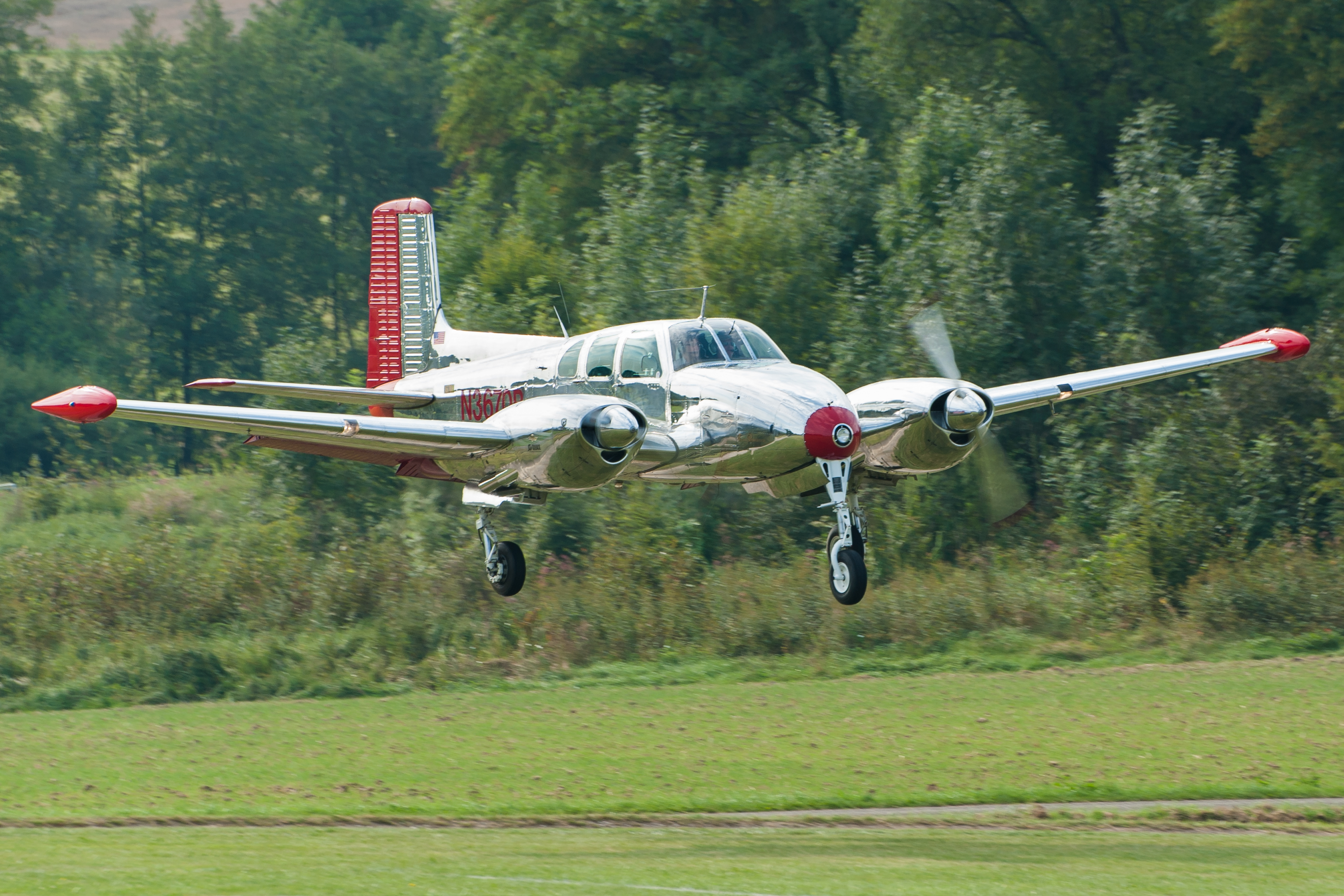
Beechcraft Twin Bonanza на конференции «Винтажные самолёты 2013»

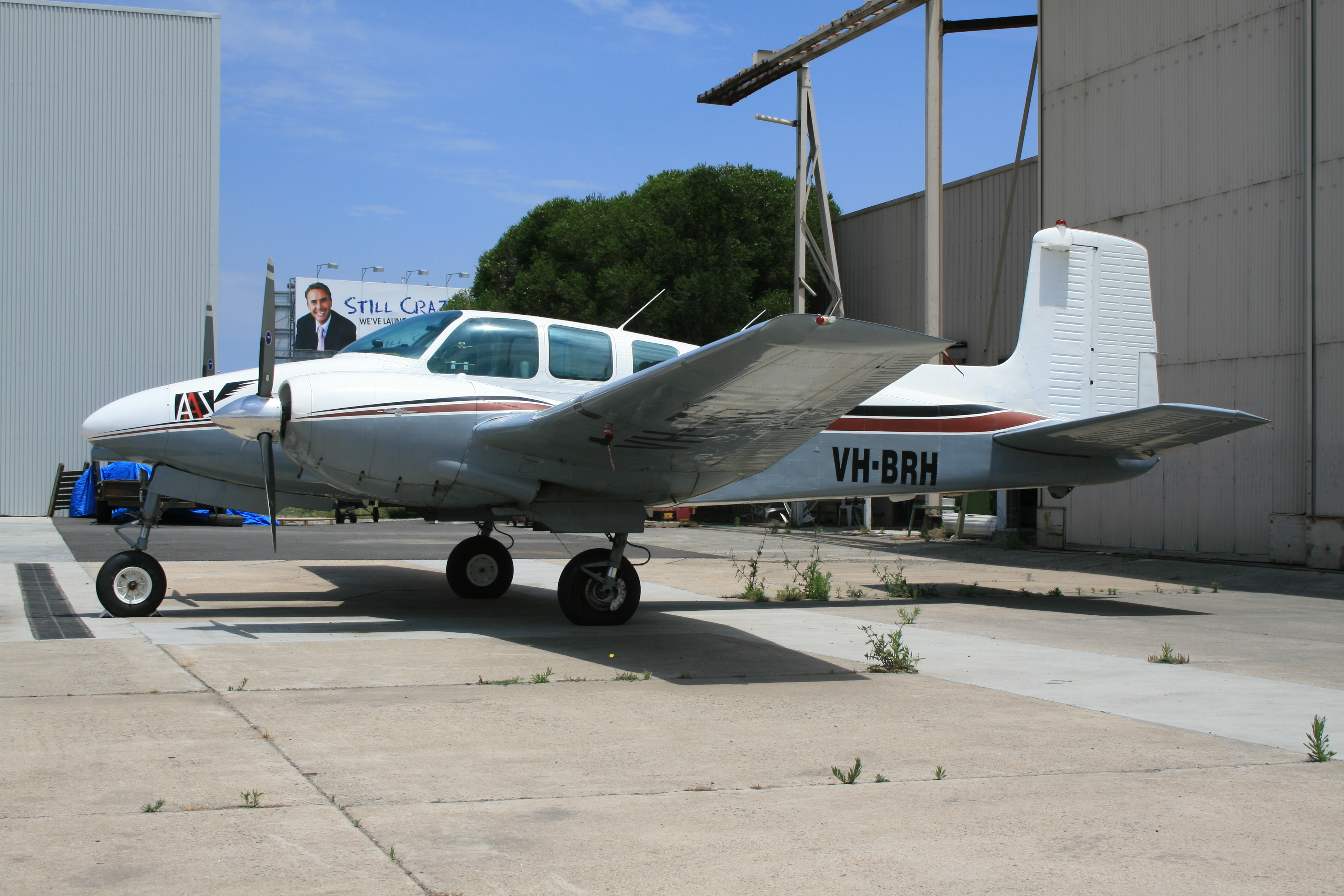
Модификация Beechcraft J50 Twin Bonanza

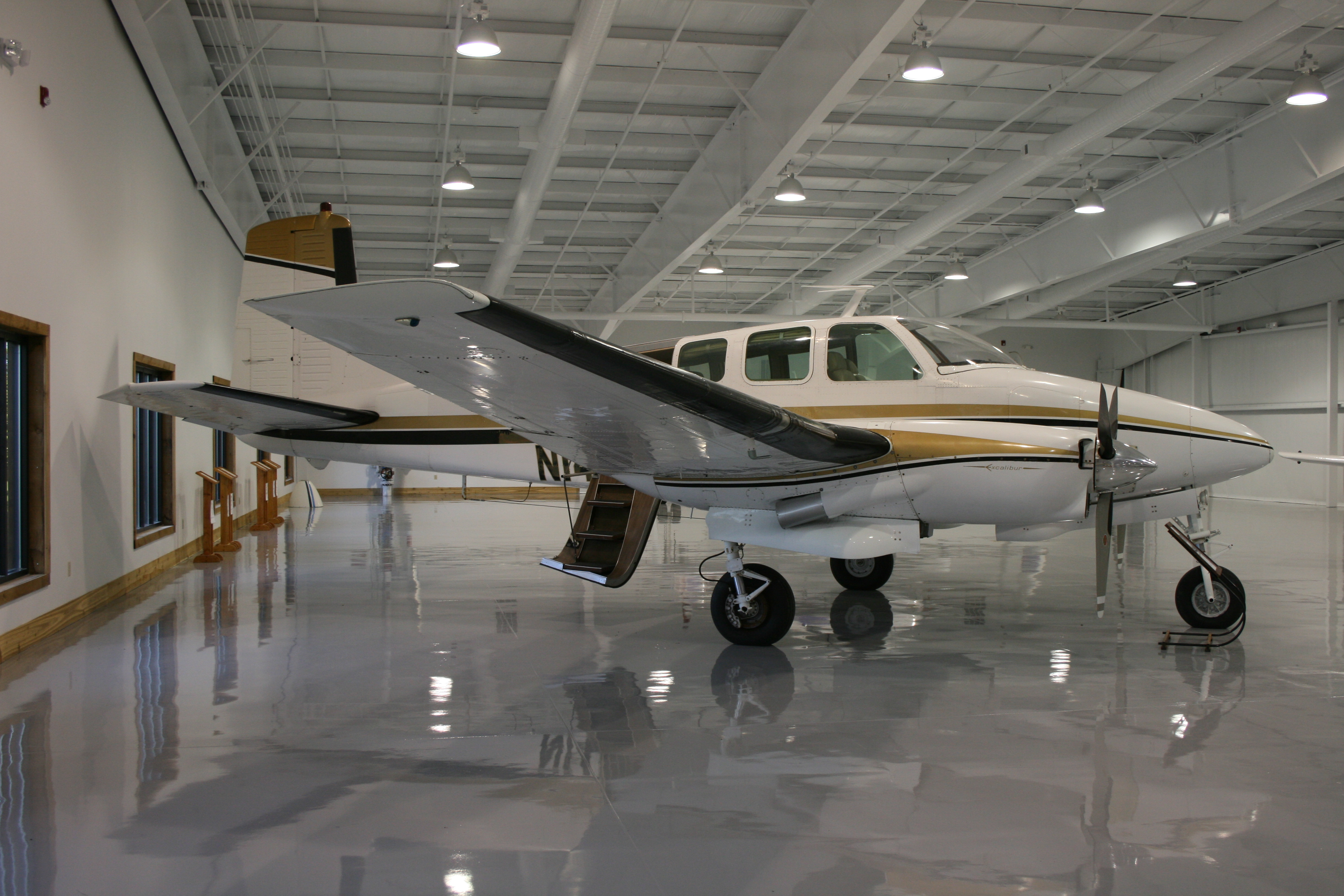
Модификация Экскалибур 800

Самолёт проектировался на базе Beechcraft 18 и Beechcraft 35.
Разработан в кратчайшие сроки, к проекту приступили в апреле, а уже 15 ноября 1949 года самолёт впервые поднялся в воздух. Самолёт был сначала разработан для использования двигателей Франклина с нагнетателем, но владелец компании по производству двигателей Престон Такер отвлёк все свои авиационные ресурсы на поддержку своего злополучного автомобильного проекта Tucker 48, и самолёт был поспешно модифицирован под двигатели Lycoming GO-435. Однако гондолы двигателей не были переработаны, чтобы соответствовать меньшему по размеру Лайкомингу, создавая необычно большие внутренние зазоры, облегчающие техническое обслуживание двигателя. Сертификат Model 50 был выдан в 1951 году и производство началось в том же году.
Twin Bonanza армия США приобрела в качестве служебного воздушного транспорта. По словам Ральфа Хармона, конструктора самолёта, во время первого демонстрационного полёта для армии самолёт потерпел аварию. На борту в это время находились солдаты и мешки с песком. Никто не пострадал. Армия была впечатлена прочностью Twin Bonanza, и в конечном итоге закупила 216 из 994 произведенных экземпляров.
Компания планировала сразу начать поставки этого самолёта на рынок бизнес-авиации, но армия США забрала почти все Twin Bonanza, произведенные в 1952 и 1953 годах для отправки Корею, где шла война.
Beechcraft Model 65 Queen Air и Model 90 King Air являются прямыми потомками модели 50 Твин Бонанза. Все три самолёта имеют одинаковую базовую конструкцию крыла, а также шасси, закрылки, приборные панели, топливные элементы и многое другое. Queen Air добавила в дизайн кабину большего размера, а более поздняя версия King Air добавила мощность турбины и наддув. Производство Twin Bonanza закончилось в 1963 году, когда King Air находился в стадии разработки.

## Конструкция
Twin Bonanza — это цельнометаллический низкоплан, изначально оснащённый двумя поршневыми двигателями Lycoming GO-435, установленными на крыле, каждый с деревянным двухлопастным винтом. Кабина вмещает 6 человек на многоместных сиденьях: трое спереди и трое сзади, доступ к которым осуществляется через боковую дверь с правой стороны. Для доступа к двери используется выдвижная трёхступенчатая ступенька. Твин Бонанза имеет трёхколесное шасси.
Двигатель GO-435 мощностью 260 л. с. был заменён на 275 л. с. Lycoming GO-480. Впоследствии этот двигатель был модернизирован системой впрыска топлива и нагнетателями, мощность которых увеличилась до 295 л. с. в 1956 г. и 340 л. с. в 1957 г.

## Модификации
Модель 50Первоначальная серийная версия оснащена двумя двигателями Lycoming GO-435-C2, построено 13 (шесть для армии США, остальные гражданские версии, с первыми двумя серийными номерами для заводской оценки). По состоянию на 2010 год только одна модель 50 всё ещё зарегистрирована и летает (серийный номер H-7).
Модель B50Модернизированная модель 50 с увеличенной взлётной массой, дополнительными окнами и улучшенным обогревом кабины, построено 139 (40 для армии США).
Модель C50Заменяет B50; оснащён двигателями Lycoming GO-480-F1A6 мощностью 275 л. с. (205 кВт), построено 155 самолётов (один для ВВС США).
Модель D50Заменяет C50; оснащены двигателями Lycoming GO-480-G2C6 мощностью 295 л. с. (220 кВт), построено 154 самолёта (шесть для армии США).
Модель D50AМодернизированный Д50 с двигателями GO-480-G2D6, построено 44.
Модель D50BМодернизированный D50A с новыми пассажирскими подножками и улучшенным багажным отделением, построено 38 самолётов.
Модель D50CМодернизированный D50B с входной дверью по правому борту, тремя рядами сидений, улучшенным кондиционером, увеличенным багажным отделением, 64 построенных.
Модель D50EМодернизированный D50C с дополнительным окном по левому борту, квадратным задним окном по правому борту, острым носом и двигателями Lycoming GO-480-G2F6 мощностью 295 л. с. (220 кВт), построено 47 машин.
Модель E50Версия D50 с наддувом; с увеличенной взлётной массой и двигателями GSO-480-B1B6 с наддувом мощностью 340 л. с. (250 кВт), построен 181 самолёт (в основном для армии США).
Модель F50Версия D50A с наддувом с двигателями GSO-480-B1B6, 26 построено, в том числе один преобразован в стандарт G50.
Модель G50Версия D50B с наддувом с двигателями IGSO-480-A1A6 мощностью 340 л. с. (250 кВт), увеличенным запасом топлива и увеличенной взлётной массой, одна конверсия из F50 плюс 23 построенных.
Модель H50Версия D50C с наддувом с увеличенной взлётной массой и двигателями IGSO-480-А1А6, построено 30 штук.
Модель J50Версия D50E с наддувом с двигателями IGSO-480-A1B6 мощностью 340 л. с. (250 кВт) и увеличенной взлётной массой, построено 27 экземпляров.
Экскалибур 800Модификация, первоначально разработанная Swearingen Aircraft и принятая Excalibur Aviation Company, переоборудовала Twin Bonanza с двумя восьмицилиндровыми двигателями Avco Lycoming IO-720-A1A мощностью 400 л. с. (298 кВт) с новым капотом и переработанной выхлопной системой. Также были доступны другие дополнительные улучшения.
L-23 СеминолМодель для армии США

## Технические характеристики
Данные Jane’s All The World’s Aircraft 1956-57

### Общие характеристики
- Экипаж: 1
- Вместимость: 5 пассажиров
- Длина: 9,60 м
- Размах крыла: 13,79 м
- Высота: 3,45 м
- Пустой вес: 1806 кг
- Полная масса: 2858 кг
- Запас топлива: 680 л
- Двигатели: 2 × Lycoming GO-480-C206 с воздушным охлаждением, плоско-шестицилиндровые, мощностью 295 л. с. (220 кВт) каждый

### Лётные характеристики
- Максимальная скорость: 344 км/ч
- Крейсерская скорость: 327 км/ч
- Дальность: 2660 км
- Практический потолок: 6 100 м
- Скорость подъёма: 7,4 м/с